# Incident de Matsue
L'incident de Matsue (松江騒擾事件, Matsue sōjō-jiken, littéralement « incident de l'émeute de Matsue ») est une rébellion qui se déroula le matin du 24 août 1945, immédiatement après la reddition japonaise, dans la ville de Matsue, chef-lieu de la préfecture de Shimane au Japon. Les faits furent déclenchés par plusieurs dizaines de jeunes appelés les « volontaires de l'armée impériale » (皇国義勇軍, Kōkoku giyūgun) qui prirent les armes et attaquèrent les bureaux gouvernementaux de la préfecture. Le soulèvement provoqua la mort d'une personne.
L'évènement est aussi connu sous le nom de l'incident des volontaires de l'armée impériale (皇国義勇軍事件, Kōkoku giyūgun-jiken) ou l'incident de l'incendie du siège de la préfecture de Shimane (島根県庁焼き打ち事件, Shimane-kenchō yakiuchi-jiken).

## Contexte de l'incident
Le 15 août 1945, l'empereur du Japon, Hirohito, annonce la reddition du Japon à la radio, mettant fin à la Seconde Guerre mondiale. À la suite de l'annonce, beaucoup de Japonais refusent la défaite. Le même jour, un groupe armé, le Sonno-Doshikai, monte sur le mont Atago, une petite montagne au centre de Tokyo, et appelle à s'opposer à la reddition en espérant que les soldats de l'armée impériale les soutiendraient. L'incident de Matsue, dernière tentative de coup d'État, est une réponse à cet appel. Sur la montagne, dix personnes sont tuées et deux arrêtées. Les meneurs de l'appel sont ensuite jugés par la cour suprême qui exista de 1875 à 1946.

## Description générale

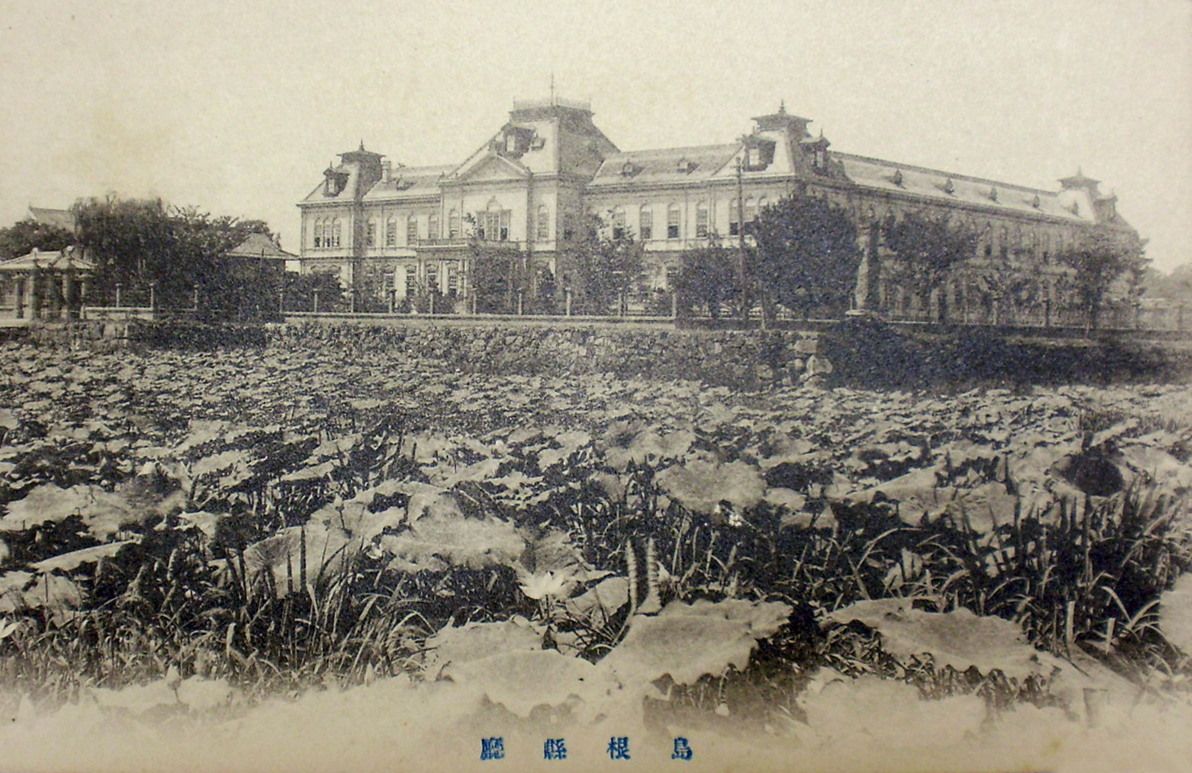
Préfecture de Matsue.

Au matin du 24 août, Isao Okazaki, 25 ans, mène plusieurs dizaines de jeunes à l'assaut des bureaux gouvernementaux de la préfecture de Shimane, dont le siège de la région, celui d'un journal et une centrale électrique. Leur but est alors de tuer le gouverneur et les juges de la région. Ils occupent ensuite la station de radio de Matsue et demandent à l'utiliser pour transmettre leur message mais le chef de la station refuse. Durant les négociations, le bâtiment est encerclé par des policiers et des militaires et tout le groupe est arrêté. Pendant le soulèvement, le siège de la préfecture et l'assemblée, soit 3 000 m² de surface,  sont incendiés et un habitant trouve la mort. L'électricité a été coupée pendant trois heures et demie, et le journal dut publier au format tabloïd jusqu'au 31 août. Les habitants de Matsue furent choqués et les médias se virent strictement censurés pour ne pas encourager d'incidents similaires.

## Isao Okazaki
Tous les émeutiers avaient été recrutés par Isao Okazaki (1920-2006) et ses acolytes, Bunmei Hasegawa et Yasuhiko Hatano. Ceux-ci avaient été influencés par le nationaliste Masaharu Kageyama.
Okazaki est né dans la préfecture de Shimane et après ses études secondaires, il travaille pendant deux ans pour une compagnie japonaise en Mandchourie. De retour au Japon, il entre à l'université Rissho (en) (fondée en 1580) dans le but de devenir moine. À la même époque, il devient membre du groupe ultranationaliste Kinno Makotomusubi. Avec ses économies, il se fit construire une maison (Isshinryo) dans le quartier de Meguro à Tokyo où il discute des nouvelles de la guerre avec ses amis. Il estimait que le gouvernement militaire de Hideki Tojo devait être renversé et ils essayèrent de se procurer des armes pour cela. Lorsque le complot fut révélé en juillet 1943, il fut arrêté et condamné à deux ans d'emprisonnement et trois ans de sursis en septembre 1944,. Il fut relâché en novembre mais resta sous étroite surveillance de la police spéciale. Après être retourné à Matsue, il devient membre du conseil de mobilisation générale de la préfecture,. Mais il était souvent en conflit avec ses supérieurs parce qu'il avait sympathisé avec les familles de chaque personne mobilisée. Ayant reçu l'ordre de sélectionner 75 femmes pour travailler à l'arsenal maritime de Kure, il se rendit compte que les femmes de condition élevée ne faisaient pas partie des personnes mobilisables et refusa d'obéir. Il dut ainsi démissionner de son poste et intégra le parti d'extrême-droite, Dai Nippon Genron Hōkokukai.

## Période du 15 au 24 août
Le 16 août, le journal Matsue Shimbun annonce que le message de l'empereur est un appel au cessez-le-feu. Pour la première fois, plusieurs millions de Japonais purent entendre la voix de leur souverain, mais ne purent saisir le sens des déclarations de l’Empereur, celui-ci s’exprimant dans un japonais archaïque, utilisé uniquement dans l’ancienne cour impériale, et qui était donc incompréhensible pour le public japonais. De plus, l’enregistrement audio de mauvaise qualité, et l’Empereur ne faisant pas directement référence à la capitulation et à la défaite, mais plutôt à l’acceptation des termes de la conférence de Potsdam, ajoutèrent à la confusion.
Ces inconvénients avaient été prévus, c’est pourquoi un commentateur japonais de la radio expliqua clairement aussitôt après la diffusion du discours, le sens du message aux auditeurs, à savoir que le Japon avait perdu la guerre et que celle-ci était enfin terminée.
Le 15 et le 16 août, le gouverneur de la préfecture de Shimane, Takeo Yamada, lança des appels à l'unité. Le gouvernement régional exigeait l'ordre public. D'autre part, le chef militaire du district de Matsue, le major-général Zensho Ogawa, déclara que la zone devait rester en état de guerre jusqu'à la signature d'un traité de paix et que la population ne devait pas être trompée par des rumeurs sans fondements.
Immédiatement après le 15 août, plusieurs incidents éclatèrent dans tout le Japon mais prirent fin avant le 22 août. Dans la préfecture de Shimane, des avions japonais exposaient des banderoles où étaient marqué Continuons la guerre !. Dans les villes dévastées de Tokyo et d'Osaka, il était évident que le Japon n'avait plus les moyens de continuer la guerre. Mais dans les zones rurales comme Shimane, où peu de raids alliées avaient été menés, continuer la guerre alors que le pays était envahi apparaissait possible. Le 15 août, Hasegawa et Hatano entendirent le message de l'empereur et comprirent que le Japon avait perdu. Saburoemon Sakurai, le chef du Hokokukai, réalisa qu'Okazaki était sur le point de se soulever mais il ne pouvait rien faire sans le soutien de l'armée qui refusa.

### Hatano à Tokyo

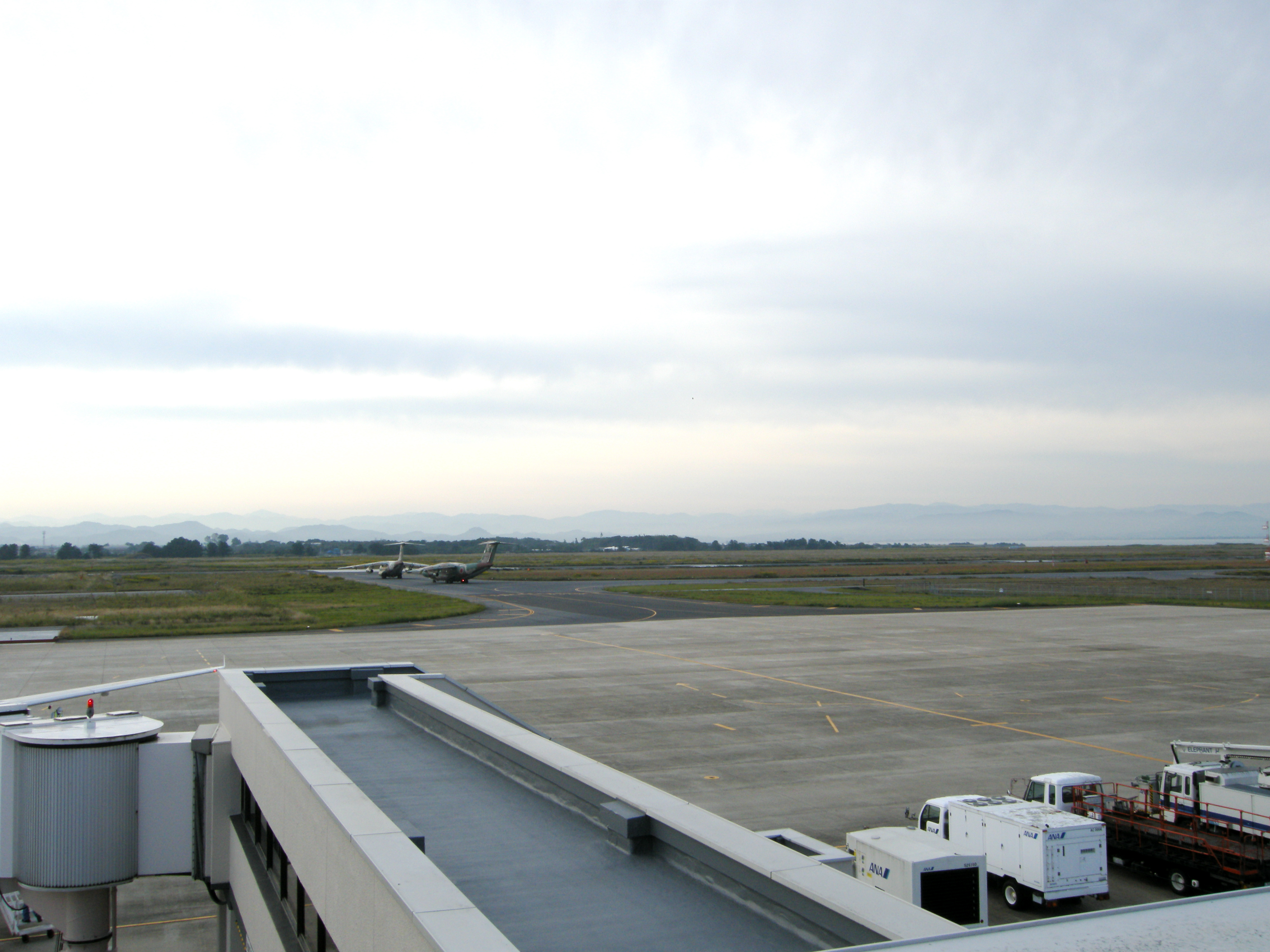
Base aérienne de Miho en 2008.

Puisqu'Okazaki était sous surveillance policière, il envoya Hatano à Tokyo pour précipiter un incident dramatique qui ramènerait la nation de leur côté. À Matsue, Okazaki continuait de négocier avec l'armée. Le 22 août, il fut annoncé que les premières forces américaines devaient débarquer le 26, Okazaki fixa ainsi le jour du soulèvement avant le 25. Sur des tracts, il écrivit ses opinions telles que Le pays des kami de connait pas la défaite, Message à la population de Shimane, Aux membres de l'armée et de la marine impériales. Cependant, les avions de la base aérienne de Mino furent détruits le 22 août et les tracts ne purent pas être lancés.

### La veille du soulèvement
Dans la nuit du 23 août, Hatano rapporta des renseignements à Okazaki en provenance de Tokyo. Celui-ci alla au siège de la police militaire pour obtenir des armes. Son plan était le suivant :
- Le siège de la préfecture de Shimane serait incendié[11].
- Le gouverneur serait tué.
- Les communications du bureau de poste de Matsue seraient coupées.
- Le journal de Shimane serait détruit.
- La centrale électrique de Matsue serait mise hors fonction pour faciliter le soulèvement.
- Les juges de la région seraient tués.
- Des pamphlets seraient distribués dans les rues par des membres féminins.
- Après cela, la station de radio de Shimane serait occupée pour diffuser la nouvelle du soulèvement.
- Le début était fixé à 2h40 du matin le 24 août[10]. Okazaki ordonna à Hatano et d'autres d'aller au sanctuaire Gokoku, puisqu'il était lui-même sous surveillance policière.

Cependant, la police militaire refusa de coopérer.

## Préparation et affectations

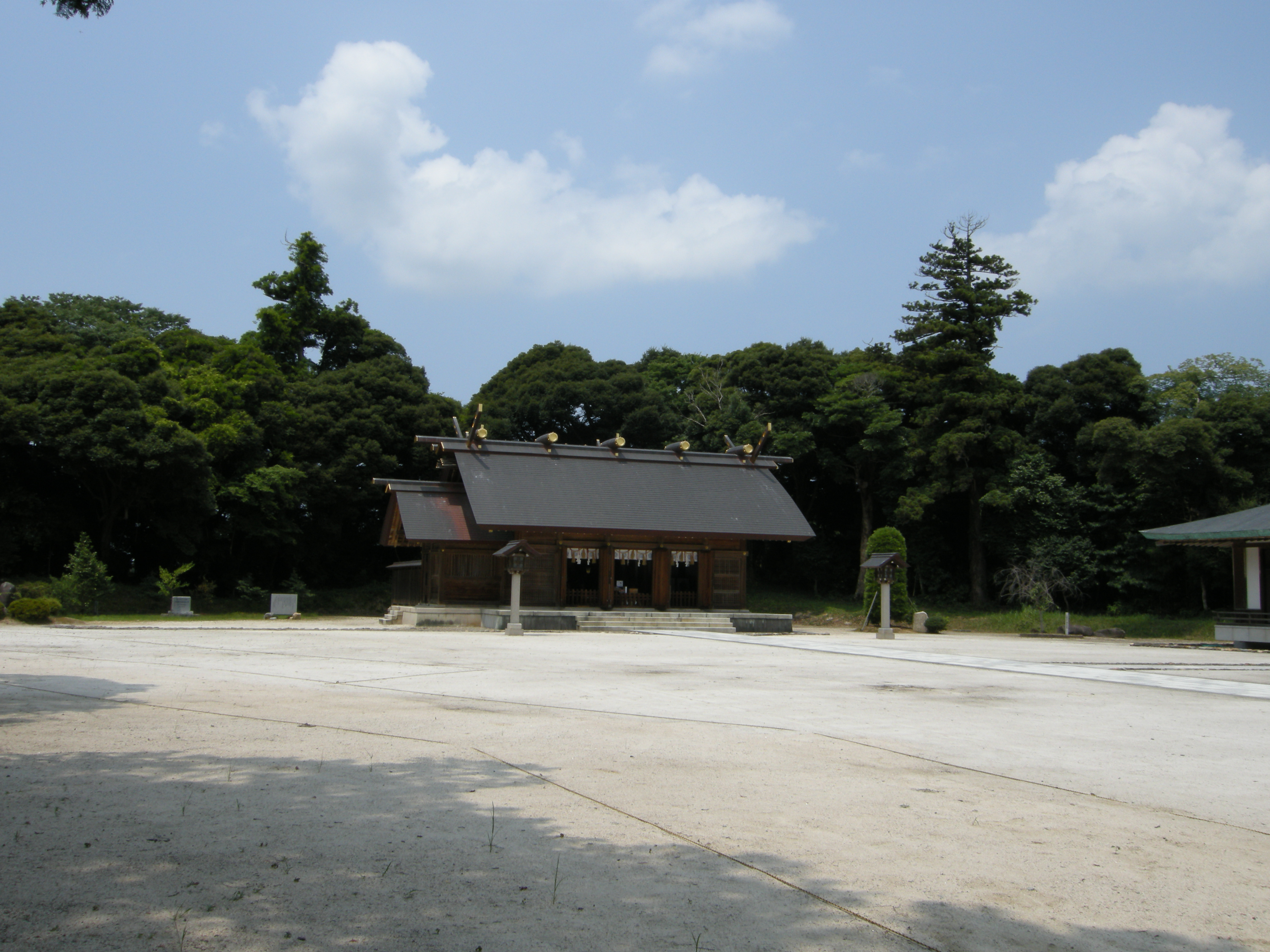
Le sanctuaire Gokoku en 2008.

Les émeutiers, tous âgés d'une vingtaine d'années, entrèrent à 1h du matin au sanctuaire Gokoku. Les hommes portaient des uniformes kaki et les femmes de simples kimonos. Hasegawa et un certain Moriwaki étaient armés d'épées japonaises. Un nommé Fujii avait quatre bâtons de dynamite. Il y avait exactement 15 fusils, dont des fusils Arisaka Type 38, qui venaient du lycée de Matsue. Les élèves de l'établissement, conscients que les armes allaient être dérobées, avaient caché les munitions. Avant le soulèvement, Okazaki leur avait dit que leur mort serait comme celle de Kusunoki Masashige, personnage historique synonyme de dévouement extrême à l'empereur, et que le soulèvement de Matsue conduirait à une restauration spirituelle du Japon. Hasegawa donna à chaque membre des objectifs :
- La maison du gouverneur : Okazaki et 5 autres
- La maison du juge en chef : Shigeo Takagi et 3 autres
- Le siège de la préfecture : Shokichi Moriwaki et 3 autres
- Le bureau de poste de Matsue : Ryosaburo Fujii et 2 autres
- La centrale électrique de Chugoku : Bunmei Hasegawa et 4 autres
- Le journal de Shimane : Seto Shiranami et 4 autres
- L'armurerie Ono : Yasuhiko Hatano et 4 autres
- La distribution de pamphlets : Kan-ei Moriwaki et 15 membres féminins.

Il fut décidé que dès que les équipes avaient atteint leurs objectifs respectifs, elles devaient se retrouver à la station de radio. Elles pouvaient tuer ceux qui s'opposaient.

## L'insurrection

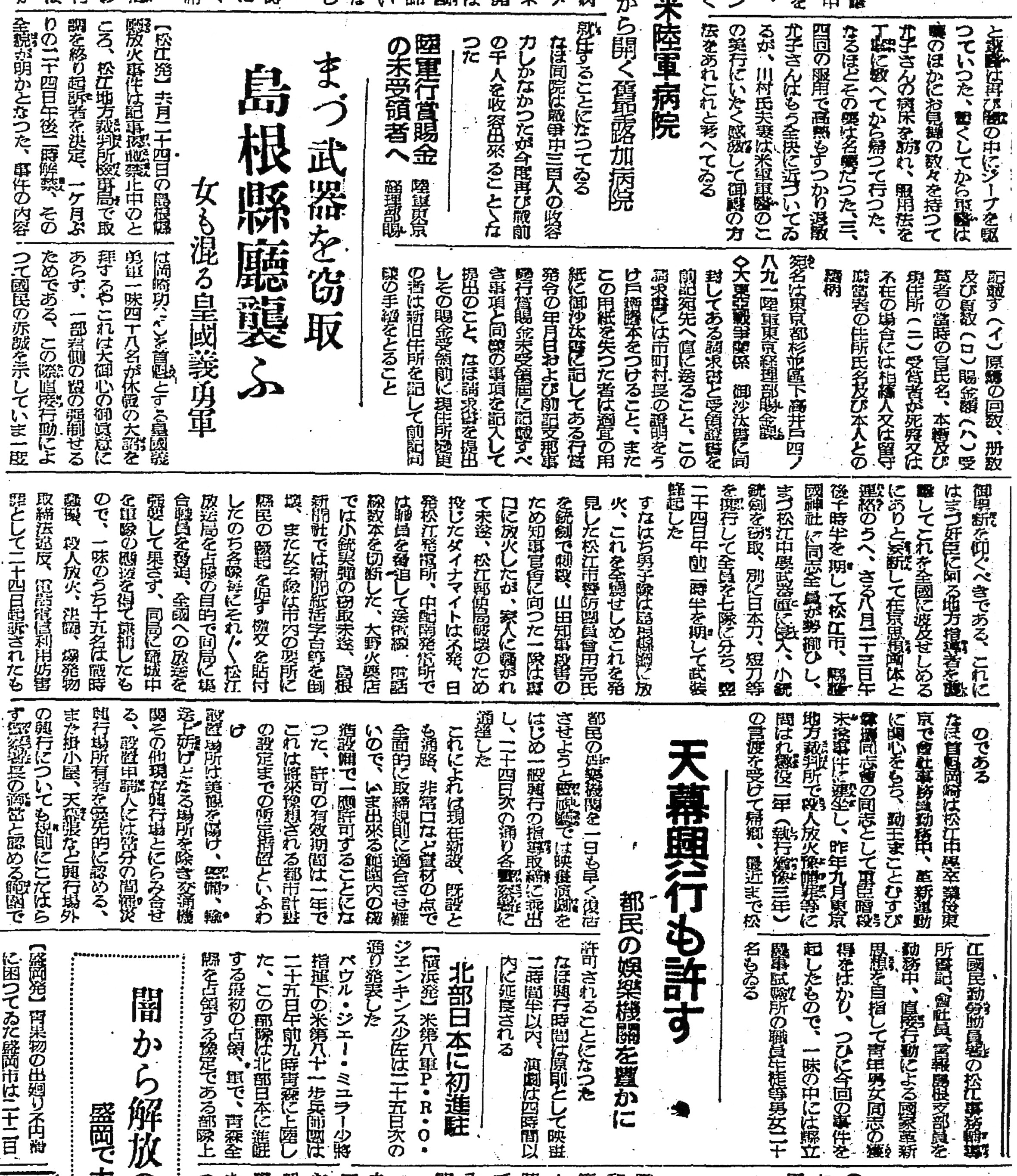
Article de journal décrivant les émeutes de Matsue.

Le début du soulèvement a lieu plus tôt que prévu. Les attaques sur le gouverneur et le juge en chef échouent, tout comme celles sur le bureau de poste et l'armurerie. À deux heures du matin, l'équipe du siège de la préfecture pénètre dans le bâtiment mais est repérée par un policier. Les membres incendient les bureaux à 2h20, 20 minutes plus tôt que l'heure prévue. Kan Sōda, propriétaire d'un petit restaurant, se précipite alors sur le lieu de l'incendie et est tué par Takeshi Kitamura, un des émeutiers, qui croyait que Sōda voulait s'opposer à eux. C'est le seul mort de l'incident. L'équipe du journal pénètre dans son bâtiment respectif en profitant de la confusion de l'incendie et saccage la machine à imprimer. L'équipe de la centrale électrique arrive sur le site à 3h au plus tard et coupe le câble de 65 000 volts. L'électricité de Matsue est alors coupée pendant trois heures et demie. Le gouverneur et le juge en chef n'étaient plus à leur domicile au moment des attaques car ils avaient accouru sur le lieu de l'incendie du siège de la préfecture. L'équipe du bureau de poste réussit à installer de la dynamite sur le bâtiment visé mais rien n'explose bien que les fusibles grillent. L'équipe de l'armurerie n'est pas parvenue à pénétrer dans le commerce.

## La station de radio

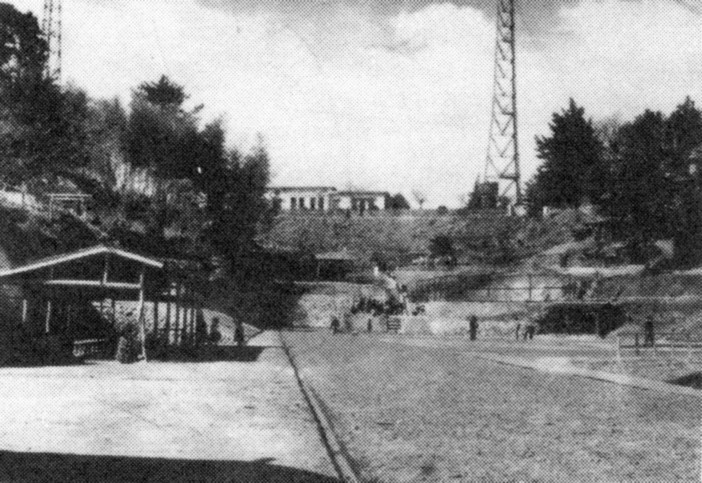
La station de radio de Matsue en 1940.

Chaque équipe, sauf celle de l'armurerie, rejoint ensuite la station de radio de Matsue où les membres demandent au propriétaire de diffuser leur appel au soulèvement mais essuient un refus. Le bâtiment est alors encerclé par 50 policiers en armes et 20 soldats. Okazaki déclare qu'ils sont patriotes, que les forces japonaises les ont trahis et que tous leurs ennemis sont des traîtres. Un policier en civil savait qu'Okazaki voulait négocier par peur de déclencher une fusillade. Celui-ci se rend finalement à condition que tous les autres membres soient innocentés et propose qu'ils s'inclinent tous en direction de Tokyo et crient Tennō Heika Banzai (« Vive l'empereur »). Les membres du groupe se rendent alors sans résistance. Tous sont conduits dans le gymnase de la police pendant qu'Okazaki et le chef de la police négocie. Ce-dernier revient sur sa promesse d'innocenter les membres car le juge en chef lui dit qu'il est impossible de les libérer. Après avoir protesté et parlé aux membres complices pour la dernière fois, Okazaki se fait seppuku (suicide) à l'abdomen et au cou. Il arrive inconscient à l'hôpital de la Croix-Rouge de Matsue et est sauvé. Tous les membres sont ensuite inculpés pour émeute en temps de guerre, violation de domicile, obstruction aux services de la poste et du gaz et violation des règles sur les explosifs. Les membres féminins sont relâchés le lendemain, ainsi que tous les autres membres, sauf les meneurs de chaque équipe, deux jours plus tard.

## La police
Le policier Kunijiro Nishimura écrivit un livre sur l'incident Notes de réflexion sur l'incident de l'incendie criminel de la préfecture de Shimane, publié le 2 septembre 1946. Il y écrit que toutes les mesures étaient prises pour anticiper le pire des scénarios mais qu'il y avait une rivalité entre la police civile et la police militaire. Il présume que des officiers de la campagne ne pouvaient rien faire proprement et qu'il avait demandé à la police secrète combien de personnes d'extrême-droite devaient être surveillées dans la préfecture, la réponse était une, Okazaki. La police secrète ignorait que des pamphlets étaient distribués à la population par avion.
La police ignorait également le nom des membres des corps combattants des citoyens patriotiques, la milice civile. Le 23 août, elle divisa en deux le nombre de policiers en service. Nishimura déclare qu'ils auraient dû avoir une meilleure préparation et que ces évènements devaient maintenant être pris en compte pour l'effectif de la police.
La nuit du soulèvement, le gouverneur Takeo Yamada fut informé de l'incendie criminel par la police. Il se précipita immédiatement sur le site avec une matraque et sauva la photographie de Hirohito qui fut transférée à l'abri souterrain de Shiroyama (en). Il s'y rendit pour commander les officiers gouvernementaux.

## Incendie du siège de la préfecture
Plus de 2 000 avaient accourus pour assister à l'incendie mais personne n'osa lutter contre les flammes. Selon les journaux, ils étaient venus voir l'incendie en pensant à l'avenir du Japon. D'autres sources indiquent que ces personnes subissaient la politique du gouvernement et du Mabiki sokai (évacuation forcée des domiciles) et qu'elles crièrent : Voici la punition du ciel pour l'évacuation de ma maison, je veux voir le visage de ceux qui ont appliqué cette mauvaise politique au nom de l'empereur.

## Le procès
La première procédure du procès commença à la cour régionale de Matsue le 5 novembre 1945. Les accusés étaient au nombre de 15, tous membres de la milice civile, et le juge était Tadatoshi Mitsuse. Okazaki portait la tenue traditionnelle japonaise en soie. Apercevant des officiers américains dans la salle, Okazaki demanda si le procès serait tenu au nom de l'empereur ou des Américains. Mitsuse répondit au nom de l'empereur. Les accusés avouèrent alors tous les faits. Le 7 novembre, Okazaki expliqua les motivations du soulèvement. Il voulait retirer les hommes politiques et les financiers des zaibatsu qui tournaient autour de l'empereur et voulait provoquer une restauration de Shōwa. Le résumé de ces déclarations est comme suit :
« C'est un acte en faveur de l'ennemi de nommer Hideki Tojo premier ministre alors qu'il n'a aucune perspective de victoire. Les échecs de sa politique sont des actes en faveur de l'ennemi tout comme les actes de sabotage ou d'espionnage. Même durant la guerre russo-japonaise, les soldats qui combattaient étaient considérés comme invalides, c'est ce que je ne peux pas supporter. Mamoru Shigemitsu avait déclaré que la défaite de la guerre était un plaisir et qu'elle apporterait liberté et démocratie. Nous avons perdu la guerre sacrée et où est le plaisir ? [À ce moment, Okazaki fit une longue déclaration sur son état mental qui avait mené à l'incident]. L'acceptation aveugle de l'idéologie du kojiki a été accusé d'avoir mené à l'incident, mais y a-t-il quelque chose de mieux que le kojiki ? Nous sommes axés sur l'empereur. Nous ne sommes ni de droite ni de gauche. La grande guerre du Pacifique a été déclenchée pour réaliser le kojiki et ce n'était pas une guerre d'invasion. Si notre conduite a violé la loi, je suis le seul responsable et le seul coupable. Ne punissez pas les autres membres. Notre tentative a échoué, mais je suis convaincu qu'elle aurait permis de réveiller le peuple japonais et de mener à une restauration de Shōwa
. »
- Le procureur concéda que l'incident avait pour origine leur loyauté à l'empereur et leur patriotisme. Mais comme le rescrit impérial mettait en garde le peuple japonais contre l'imprudence, le soulèvement était illégal. Toute prétendue conduite patriotique devait être punie si elle violait le rescrit impérial.
- Les deux avocats de la défense déclarèrent que c'était un cas historique. Au moment du soulèvement, Okazaki était sous surveillance policière et ainsi la police spéciale était en partie responsable. Le procureur et les juges avaient été la cible de la révolte et la justice ne pouvait être maintenue. Le procureur avait blâmé à tort la loyauté. Comme le soulèvement avait eu lieu après la guerre, l'accusation d'« émeute en temps de guerre » ne pouvait être conservée.
- Le procès prit fin le 20 décembre[24] et, le 2 mai 1947, le jugement final fut annoncé au Daishin-in lors de la dernière session de la cour suprême[24].

### Résultats du procès
| Accusé                      | Avis du procureur | Décision de la cour      | Décision du Daishin-in |
| --------------------------- | ----------------- | ------------------------ | ---------------------- |
| Isao Okazaki                | Peine de mort     | Perpétuité               | Perpétuité             |
| Bunmei Hasegawa             | 15 ans            | 10 ans                   | 12 ans                 |
| Shokichi Moriwaki           | Perpétuité        | 8 ans                    | 10 ans                 |
| Yasuhiko Hatano             | 15 ans            | 7 ans                    | 10 ans                 |
| Yoshisaburo Fujii           | 12 ans            | 5 ans                    | 7 ans                  |
| Takeshi Kitamura/Mifu Izumi | 12 ans            | Entre 5 ans et 10 ans    | Entre 5 ans et 10 ans  |
| Shigeo Takagi               | 10 ans            | 2 ans et 6 mois          | 5 ans                  |
| Seto Shiranami              | 10 ans            | 2 ans et 5 ans de sursis | 3 ans                  |
| Shoichi Usa                 | 6 ans             | 2 ans et 5 ans de sursis | 2 ans                  |

## Amnistie et carrières postérieures
Okazaki fut incarcéré pendant 6 ans et 7 mois bien qu'il eût été condamné à perpétuité. Le 3 novembre 1946 et le 18 avril 1952, il obtint une amnistie. Il y eut seulement sept amnisties entre la promulgation de la constitution Meiji et l'entrée au Nations unies. Cependant, pour Okazaki, Hatano et Hasegawa, ce n'était pas si avantageux pour eux puisqu'ils furent abandonnés dans la société du Japon d'après-guerre. Les meneurs principaux de l'incident ne cherchèrent pas à se retrouver après leur libération. Okazaki et Hatano retournèrent à Matsue, tandis que Hasegawa alla à Tokyo. Le destin des autres membres est inconnu. Isao Okazaki fut libéré en 1952, l'année où le Japon regagna son indépendance. Il devint directeur du lycée Matsue-Josai en 1960, aujourd'hui intégré à l'université Rissho, et devint membre du conseil de direction,. En 1968 il se porta candidat à la chambre des conseillers pour la conscription nationale mais ne fut pas élu. À l'époque, il était président de la compagnie Asahi Mokuzai, vice-président de l'association de tir de la préfecture de Shimane. Il rejoignit le mouvement religieux du Sūkyō Mahikari et mourut en 2006.

## Confessions d'un membre féminin
19 ans après les faits, un membre féminin se confessa :
« Je croyais que l'empire du Japon était celui des kami. Malgré cela, nous avons combattu de toutes nos forces pour gagner et nous avons perdu. Toutes mes convictions se sont écroulées et je ne pouvais plus supporter la pression. Je croyais que la force d'une nation se trouvait dans celle de son armée. Si nous avions gagné, tous nos membres étaient prêts à mourir. Même aujourd'hui mes convictions sont les mêmes et je n'ai aucun regret. »

## Critiques
Masanaka Naito a fait remarquer que si Okazaki avait agi en liaison avec des officiers de la police, du régiment de Matsue, de la base aérienne de Miho, cela aurait pu mener à une émeute de grande ampleur. Selon le Shinshu Shimane Kenshi, l'acte d'Okazaki était l'expression de sa résistance vis-à-vis des dirigeants japonais et leur responsabilité dans la guerre. En octobre 1945, la préfecture de Shimane émit un avertissement pour rétablir l'ordre public. Osami Maeda écrit que nous devrions réévaluer l'histoire du terrorisme et conclu que l'incident de Matsue marque la fin de la période de guerre de l'ère Showa et en est également le dernier soulèvement. Toshihiro Nakagawa  relia l'incident de Matsue avec d'autres évènements de l'époque. Bien qu'il n'approuvât pas l'acte, il reconnut son attitude de défi.